# Крутые виражи
«Круты́е виражи́» (англ. Cool Runnings) — американский художественный фильм режиссёра Джона Тёртелтауба, спортивная драма с элементами комедии, частично основанная на реальных событиях, о дебюте в 1988 году экипажа боба-четвёрки с Ямайки на соревнованиях по бобслею на зимних Олимпийских играх в Калгари. Премьера состоялась 1 октября 1993 года.

## Сюжет
Американский бобслеист Ирвинг «Ирв» Блицнер завоевал по две золотые медали на зимних Олимпийских играх в 1968 и 1972 годах, но на последних Играх был дисквалифицирован за жульничество — добавил вес бобу, что запрещено правилами. С позором покинув большой спорт, он поселился на жаркой тропической Ямайке, где о зимних соревнованиях, об их героях, а главное, антигероях никто и слыхом не слыхивал. Жил очень бедно, зарабатывая на ставках на спортивные соревнования.
Дерис Бэннок — ямайский бегун на 100 метров. Ему не удалось пройти отбор на летние Олимпийские игры 1988 года: просто не повезло — во время отборочных соревнований его случайно сбил с ног споткнувшийся рядом соперник. Отец Дериса Бен Бэннок когда-то был выдающимся бегуном и близким другом Ирвинга. В своё время Ирвинг даже пытался уговорить Бена попробовать, что такое бобслей, и основать первую ямайскую команду.
Не попав на летнюю Олимпиаду, Дерис и его друг Сэнка Коффи в конце концов приходят к выводу, что идея попытаться принять участие в зимних Олимпийских играх 1988 года в составе команды знойного южного острова по какому-нибудь (неважно какому) зимнему виду спорта — не настолько дурацкая, чтобы отказаться от олимпийской мечты. Друзья понятия не имеют, что такое бобслей, они видели снег только в холодильнике, а лёд в стакане с кока-колой — но тем не менее приходят к Ирвингу с просьбой тренировать их. После долгих уговоров Ирв соглашается руководить подготовкой экипажа боба-четвёрки, в состав которого, кроме двух друзей, занявших позиции пилота и брейкмана (основного заднего разгоняющего), просятся Юл Бреннер, столь же неудачливый соперник Дериса по отборочному забегу, а также Жуниор Бевил — третий участник злополучного забега, который, собственно, и упал сам, и сбил Юла с Дерисом. Они становятся к саням разгоняющими: Юл левым, Жуниор правым.
Вчетвером спортсмены пытаются различными способами заработать деньги, чтобы поехать на Белую олимпиаду. Сэнка поёт на улице, Юл занимается армрестлингом, Дерис организовывает кабинку, где целует девушек за доллар, но это всё не приносит особых доходов. В итоге Жуниор продаёт свой автомобиль, и команда собирает необходимую сумму.
По приезде в Калгари Ирвингу удаётся по дешёвке приобрести старые, совершенно «убитые» тренировочные сани, которые ещё нужно самим чинить, шлифовать, красить. Бобслеисты команд-соперников смотрят на ямайцев сверху вниз, в особенности команда из Восточной Германии, лидер которой Йозеф Грюлл прямо советует им не позориться и отправляться домой. Все как-то упускают из виду, что четыре забавных чернокожих новичка, так нелепо выглядящих на снегу — вообще-то легкоатлеты международного класса, превосходные спринтеры с отличной координацией, великолепной реакцией и мощнейшим стартом. Ямайская четвёрка между тем продолжает упорно тренироваться, уже непосредственно на соревновательной трассе, и стремительно улучшает свою технику разгона, посадки, прохождения дистанции.
Подопечные Блицнера проходят квалификационные заезды и выходят в финал, но их сразу же дисквалифицируют. На встрече судей Ирвинг вступает в яростный спор со своим бывшим тренером по сборной Куртом Хемфиллом, теперь главным судьёй по бобслею на Играх 1988 года. Ирв признаёт, что в 1972 году в Саппоро совершил самую ужасную ошибку в своей жизни, и если Хемфилл хочет мести, то пусть мстит ему, а не всей команде. В итоге судьи отменяют своё решение и допускают ямайцев к финалу.
В первый день заездов экипаж с Ямайки, напряжённый и переволновавшийся, испытывает большие трудности на спуске и занимает в общем зачёте последнее место. Вечером Ирв Блицнер разводит руками: всё, чему он мог научить ребят, они умеют, а вот как расслабиться и успокоиться — здесь он помочь не в силах, с собой они могут справиться только сами. После его ухода Сэнка убеждает Дериса не пытаться копировать манеру команды Швейцарии, которая с первых тренировок покорила ямайского пилота хирургической точностью прохождения дистанции, а следовать своему собственному стилю пилотирования, ямайскому, раскованному и даже чуть-чуть авантюрному.
Во второй день заездов команда Ямайки решается ехать «по-ямайски», азартно и бесшабашно, и после фантастического разгона блестяще завершает спуск с очень быстрым временем, которое по итогам двух заездов выводит её на совершенно невероятное для дебютантов 8-е место в общем зачёте. Позже Ирвинг рассказывает Дерису правду о своём прошлом и убеждает его всегда думать о себе как о победителе: иногда бывает так, что можно оказаться победителем, даже не став чемпионом.
Во время следующего заезда случается трагедия — по ходу гонки ямайцы показывают феноменальный промежуточный результат, но в одном из поворотов лезвие на старом бобе отламывается, и сани переворачиваются. По инерции боб скользит дальше на боку и останавливается в считанных метрах от финишной черты. Чтобы не быть исключёнными из общего зачёта, команде необходимо финишировать, и тогда, выбравшись в ледяной жёлоб, ребята отказываются от помощи сбежавшихся стюардов, поднимают сани на плечи и с бобом на руках всё же пересекают линию финиша — при полном молчании потрясённых зрителей. Гробовую тишину прерывают аплодисменты пилота команды ГДР Грюлла, перерастающие в восторженную овацию переполненных трибун; к ней присоединяются и примчавшийся в Калгари отец Жуниора, и даже судья Хемфилл. Ямайцы не стали чемпионами, но в глазах всего мира действительно оказались победителями.
В кратком эпилоге сообщается, что ямайских бобслеистов встретили на родине как национальных героев. Четыре года спустя они вернулись на Белую олимпиаду как равные среди равных.

## Роли исполняли

### В главных ролях
- Леон Робинсон — Дерис Бэннок, пилот
- Даг Даг — Сэнке Коффи, брейкман
- Рауль Льюис — Жуниор Бевил, правый разгоняющий
- Малик Йоба — Юл Бреннер, левый разгоняющий
- Джон Кенди — Ирвинг «Ирв» Блитцер, тренер

### Второстепенные персонажи
- Раймонд Барри — Курт Хемфилл, главный судья соревнований
- Питер Аутербридж — Йозеф Грюлл, пилот команды ГДР
- Уинстон Стона — мистер Кулидж
- Чарльз Хайатт — Уитби Бевил, отец Жуниора
- Бертина Маколи — Джой Бэннок, сестра Дериса